# Rachel Campos-Duffy
Rachel Campos-Duffy (nascida Rachel Campos; Tempe, 22 de outubro de 1971) é uma personalidade televisiva americana. Ela apareceu pela primeira vez na televisão em 1994 como membro do elenco do reality show The Real World: San Francisco da MTV, antes de trabalhar como apresentadora de televisão. Ela foi apresentadora convidada do talk show The View da ABC, antes de se mudar para a Fox News, onde ela apresentou o programa Outnumbered.

## Biografia
Rachel Campos cresceu em Tempe, Arizona, filha de  Miguel Campos e Maria del Pilar, professores do ensino fundamental em Chandler, Arizona. Ela tem dois irmãos, Patrick Campos e Joseph Campos. Sua irmã, Leah Campos Schandlbauer, concorreu ao Congresso no Arizona em 2012. Campos e seus irmãos foram criados em um lar totalmente católico. Campos-Duffy formou-se na Seton Catholic Preparatory High School. Os avós de Campos emigraram do México para os Estados Unidos. Campos formou-se na Arizona State University em dezembro de 1993, com um diploma em economia. Ela recebeu a bolsa de estudos Woodrow Wilson Graduate Fellowship, que planejou usar para cursar a pós-graduação, com o objetivo de ser professora universitária. Campos fez mestrado em relações internacionais na University of California, San Diego.

## Carreira

### The Real World: San Francisco
Campos foi selecionada para participar do reality show The Real World: San Francisco em janeiro de 1994, e viveu na casa em Russian Hill em San Francisco com suas seis colegas de casa de 12 de fevereiro a 19 de junho. A temporada estreou em 6 de julho de 1994.
Embora os colegas de elenco tenham sido informados com antecedência de que iriam morar com alguém soropositivo, eles não foram informados quem seria. Na primeira noite do elenco em casa, o colega de casa de Campos, o educador de AIDS Pedro Zamora, informou aos colegas que ele tinha AIDS, mostrando-lhes o álbum de recortes de sua carreira como educador sobre HIV. Campos se sentiu incomodada e inicialmente se distanciou de Zamora, afirmando que gostaria de saber como o estado de saúde dele a afetaria. No entanto, ela não disse nada aos outros companheiros da casa por medo de parecer homofóbica. Embora Zamora tenha interpretado isso como um ato de rejeição da parte dela, os dois acabaram se tornando amigos, com Zamora viajando para o Arizona com Campos para visitar sua família. Durante seu tempo na série, ela teve um relacionamento amoroso e uma amizade tumultuada com o colega da casa David "Puck" Rainey. O outro membro do elenco, Judd Winick, atribuiu essa atração da parte dela por Rainey ao seu gosto por homens rebeldes, ou "bad boys". Campos admitiu isso, e admitiu que às vezes ela julgava mal o caráter das pessoas sem nem mesmo conhecê-las direito e que era confiante demais. A amizade de Campos com Rainey acabou se dissolvendo, assim como a amizade de Rainey com o resto do elenco, resultando em seu despejo. Campos posteriormente tornou-se a melhor amiga da substituta de Rainey, Joanna Rhodes, e as duas foram referidos por Winick como "gêmeas carentes".
No programa e nos materiais promocionais da MTV para o programa, Campos foi retratada como uma republicana apaixonada, cujos heróis incluíam Jack Kemp, e como uma católica, embora ela admitisse que sua estrita educação religiosa fomentou dentro dela uma veia rebelde que às vezes a colocava em conflito com seus pais. Seus pontos de vista políticos levaram a conflitos com seus colegas de casa em mais de uma ocasião, como quando Mohammed Bilal ridicularizou as idéias republicanas de habitação que ela expressou no episódio 3. No episódio 18, depois que Campos convidou suas colegas de casa para uma função do College Republicans, o autodenominado liberal Winick opinou que os palestrantes da função eram sexistas, homofóbicos e racistas, uma visão que Campos objetificou como injusta.
Em 1999, Campos gravou Road Rules: All Stars, junto com participantes das temporadas anteriores do Real World, como Sean Duffy, do elenco de Real World: Boston, com quem ela se casaria mais tarde.
Campos-Duffy foi ums dos dez ex-participantes do Real World que estrelou o filme de 2003, The Wedding Video, uma paródia do Real World com foco no casamento do participante da primeira temporada Norman Korpi.

### The View
Ela disputou três vezes por um papel no talk show de televisão diurno The View. Depois que Debbie Matenopoulos deixou o show em 1999, Campos disputou pelo papel em um teste transmitido com Lisa Ling e Lauren Sánchez. Ling acabou sendo contratada. Após a saída de Ling em 2002, Campos - que na época tinha seu próprio programa de "coffee talk" com outras donas de casa de Wisconsin - disputou o papel novamente em um teste transmitido por uma semana, desta vez contra Erin Hershey Presley e Elisabeth Hasselbeck. Em novembro de 2003, Hasselbeck foi contratado para substituir Lisa Ling. Em julho de 2013, quando Hasselbeck deixou o The View para substituir Gretchen Carlson como co-apresentadora do Fox & Friends, Campos mais uma vez tentou o papel, mas Jenny McCarthy foi contratada para ocupar o lugar.

### Fox News
Em 21 de junho de 2018, durante uma aparição no programa da Fox News The Ingraham Angle, Campos-Duffy defendeu a polêmica prática do governo Trump de separar famílias de imigrantes presas cruzando a fronteira dos Estados Unidos. Falando das instalações onde as crianças foram alojadas, ela disse: "Os alojamentos são muito mais seguros do que a jornada que essas crianças acabaram de fazer. E eu direi isso... As pessoas não são estúpidas. Falei com alguns afro-americanos que dizem: 'Puxa, as condições dos alojamentos são melhores do que alguns dos projetos em que cresci.'"  Os comentários atraíram críticas imediatas, incluindo as da repórter afro-americana da Vox Jane Coaston, as da escritora da New York Times Magazine Nicole Hannah Jones, as de Britni Danielle da revista Essence  e as da cineasta Ava DuVernay.
Em 2017, Campos-Duffy elogiou o candidato republicano ao Congresso Greg Gianforte, de Montana, por agredir fisicamente Ben Jacobs, um repórter do The Guardian. O incidente ocorreu quando Gianforte agarrou Jacobs, jogou-o no chão e deu um soco nele depois que Jacobs tentou entrevistá-lo sobre o plano de saúde republicano, o que Campos-Duffy chamou de "justiça de Montana".
Depois que Joe Biden venceu a eleição presidencial de 2020 contra o presidente Donald Trump, Campos-Duffy afirmou, sem evidências, que houve "fraude e trapassas" na eleição.
Em 12 de junho de 2021, Campos-Duffy substituiu o polêmico Jedidiah Bila como co-apresentadora do programa matinal Fox and Friends nos finais de semana.

### Outros trabalhos
Campos-Duffy é o porta-voz nacional da iniciativa LIBRE, uma organização sem fins lucrativos  fundada pelos irmãos Koch, que promove ideias sobre governo limitado constitucionalmente, direitos de propriedade, estado de direito, estabilidade econômica, e o capitalismo de livre mercado para a comunidade hispânica.
Campos-Duffy apoiou Scott Walker nas Eleições primárias presidenciais do Partido Republicano para a eleição presidencial de 2016.

## Vida pessoal
Depois que sua passagem pelo The Real World terminou, enquanto a quinta temporada do show (ambientado em Miami) estava sendo filmada, Campos se envolveu em uma colisão frontal depois que o motorista de um veículo que se aproximava adormeceu ao volante. O namorado de Campos e seu amigo, que dirigia o carro alugado, morreram no acidente. Campos foi jogada pela janela do passageiro e sofreu ferimentos graves na perna direita que causaram problemas permanentes a longo prazo, como artrite, claudicação e dificuldade para correr.
Campos casou-se com seu parceiro de Road Rules: All Stars Sean Duffy. Eles moravam em Ashland, Wisconsin, onde Duffy era promotor público do condado de Ashland. Em 2011, Duffy se tornou um membro republicano do Congresso pelo 7º distrito de Wisconsin. Os Duffys se mudaram de Ashland para Weston, Wisconsin no final de 2011, e em 2013, eles se mudaram para Wausau, Wisconsin para que Sean ficasse mais perto de um aeroporto para seu trajeto semanal para Washington, DC, onde passava três ou quatro dias por semana.
Em 2008, Campos-Duffy revelou que sofreu dois abortos espontâneos. Em maio de 2016, eles tinham oito filhos. Os Duffys receberam seu nono filho, uma menina, em 2019. Ela nasceu com um mês de antecedência e tem Síndrome de Down. Devido às complicações de saúde previstas para o bebê, incluindo um problema cardíaco, Sean Duffy anunciou que estava renunciando ao Congresso a partir de 23 de setembro de 2019 para concentrar seu tempo e atenção em sua família.

## Na cultura popular
Em Pedro, filme de 2008 de Nick Oceano que dramatiza a vida de Pedro Zamora, Campos-Duffy é interpretada por Karolina Luna.

## Filmografia
- The View - Episódio: 6 de março (2014) Co-apresentadora convidada
- The View - Episódio: 5 de março (2014) Co-apresentadora convidada
- The View - Episódio: 12 de outubro (2009) Co-apresentadora convidada
- The View - Episódio: 4 de novembro (2003) Co-apresentadora convidada
- The Wedding Video (2003)
- The Real World Movie: The Lost Season (2002)
- The Real World Reunion 2000 (2000)
- The Real World You Never Saw: Boston + Seattle (1998)
- Road Rules: All Stars (1998)
- The Real World You Never Saw (1997)
- The Real World Reunion: Inside Out (1996)
- The Real World Reunion (1995)
- The Real World Vacations: Behind the Scenes (1995) Hostess
- The Real World: San Francisco (1994)